# 플라톤의 영혼삼분설
플라톤의 영혼 3분설ymoeides, 기개)및 ἐπιθυμητικόν (epithymetikon, 욕망)이다. 이 영의 세 부분은 또한 사회의 세 부류에 해당된다.
플라톤 은 『국가』에서 정의로운 국가를 논하던 중 정의로운 국가와 정의로운 영혼이 서로 닮은꼴이란 관점에서 영혼의 삼분법을 설명한다.  『티마이오스』에서는 해부학적이며 생리학적 관점에서, 그리고 『파이드로스』에서는 영혼의 상승을 신화적으로 다루면서 영혼의 삼분법을 논한다.

## 이성 (λογιστικόν)
논리적 또는 로지스틱 ( 로고에서 )은 진리를 사랑하고 그것을 배우려는 영혼의 사고 부분이다. 플라톤은 원래 이 부분이 지배하는 영혼을 아테네 기질과 동일시한다. Logistikon 은 진실이 아닌 진실을 판별 하고 진실이 무엇인지를 판단하고 거짓과 현명은 선을 위한 사랑에 따라 결정을 내린다.

## 기계 (θυμοειδές)
정의로운 것이며, 인간이 옳다고 생각하는 것을 하려고 속성이다.

## 욕망 (ἐπιθυμητικόν)
욕심과 육체적 욕망, 흑마로 비유된다.

## 영혼의 세 부분에 대한 설명
‘영혼soul’이란 말은 보통의 의미보다 더 영적인 어떤 것을 시사한다. 플라톤이 영혼불멸을 믿기는 했지만, 그가 『국가』에서 영혼 삼분설에 관해 서술하는 내용은 신체와 분리될 수 있는 영혼이라든가, 신체와 구별되는 어떤 것으로서의 영혼을 연상시키지는 않는다. 사실 그의 관심은 행위의 동기에 관한 심리학에 있다. 그가 말하는 영혼의 세 부분이란 이성Reason, 기개Spirit 그리고 욕망Desire이다.
이성은 이상국가에서 통치자들의 역할에 해당한다. 통치자들처럼 이성은 전체의 선을 추구한다. 영혼의 다른 부분과는 달리, 이성은 이기적이지 않다. 이성은 특정 목적을 달성하기 위한 최선의 방법을 마련할 능력을 지니고 있지만, 이와 더불어 진리에 대한 사랑을 내포하고 있다.
기개는 분노와 노여움 같은 형태로 심리적 행위 동기를 제공하는 인격의 부분이다. 기개는 적절하게 훈련될 때, 대담성과 용기의 근원이 된다. 기개는 보조자들의 역할에 상응한다.
욕망은 음식, 술, 섹스와 같은 것들에 대한 순수한 욕구이다. 욕망은 이성과 정면으로 대립할 수 있다. 실제로 플라톤은 사람들이 ‘원하는 것’과 그들이 자신들에게 최선이 무엇인지를 ‘아는 것’ 사이에 발생하는 대립을 자신의 영혼 삼분설을 뒷받침하는 데 사용한다. 욕망은 노동자들의 역할에 상응한다.
지혜, 용기, 자기절제, 정의의 네 가지 덕목은 모두 국가에서와 마찬가지로 개인에서도 발견될 수 있다. 플라톤은 이런 덕목들을 영혼의 부분들이라는 말로 설명한다. 지혜로운 사람은 이성의 지도하에서 결정을 내린다. 용감한 사람은 위험에 직면하여 기개로부터 행위한다. 이때 기개는 이성의 동맹군 구실을 한다. 스스로 절제하는 사람은 이성의 지도에 따르며 욕망을 통제한다. 가장 중요한 것인 정의로운 사람은 영혼의 모든 부분들이 조화를 이루도록 행위한다. 즉 각 부분들은 이성의 지휘 아래 저마다의 적절한 역할을 한다. 따라서 개인에 있어 정의란 일종의 심적 조화이다. 이 심적 조화야말로 정의를 그 자체로 가치 있는 상태로 만들어주는 요소이다.

## 같이 보기
- 삼분설 (신학)
- 이분설
- 지그문트 프로이트의 이드, 자아 및 초자아 개념
- 삼위 일체